# Charles A. Maguire
Charles A. Maguire, född 24 maj 1875, död 14 oktober 1949, var en kanadensisk politiker.
Maguire var borgmästare i Toronto 1922-1923.